# John Major (Theologe)

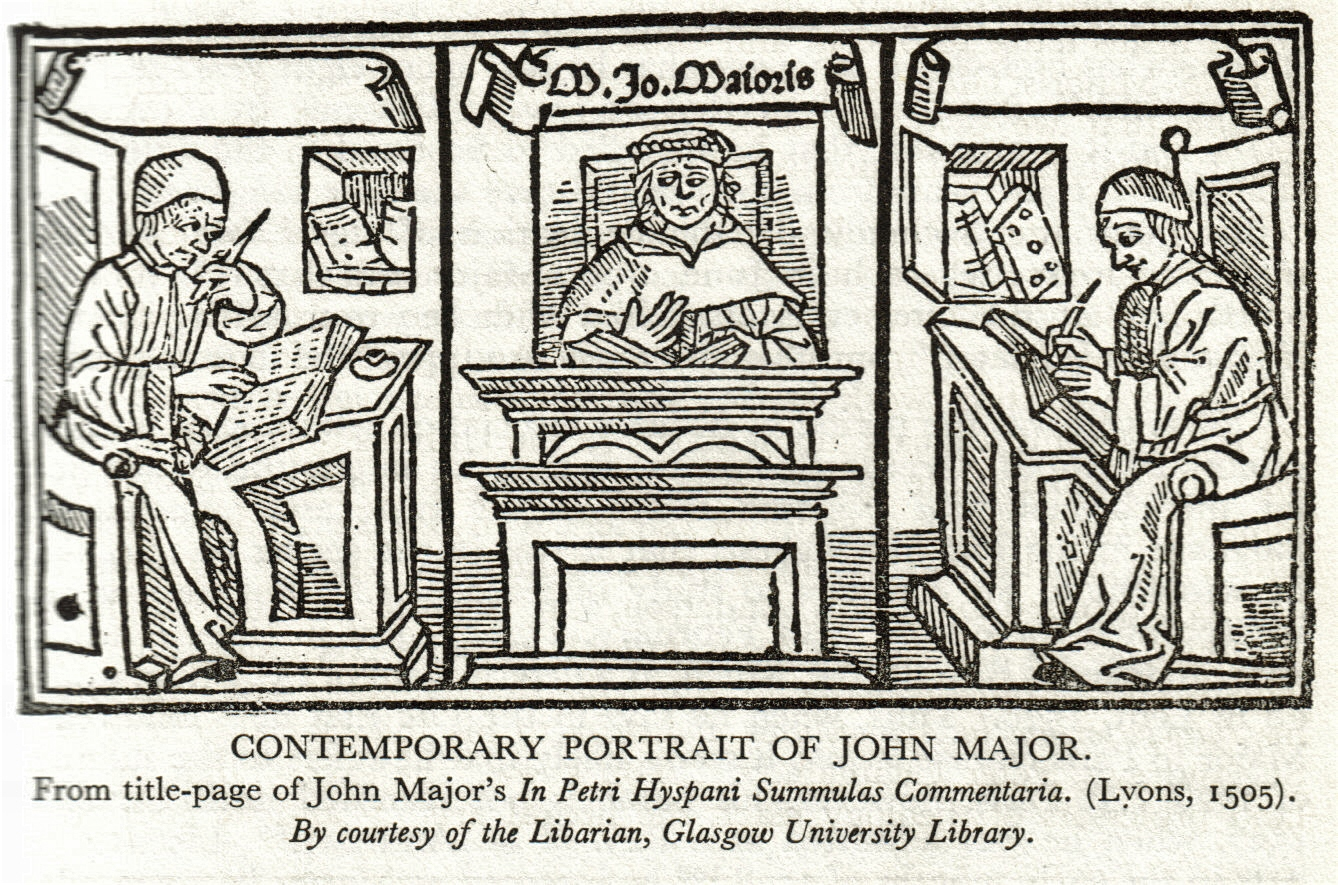
Abbildung von John Major in einem seiner Werke

John Major, oder auch John Mair (* ca. 1467 in North Berwick; † 1550 in St Andrews) war ein schottischer Theologe, Philosoph und Schriftsteller in der Renaissance.

## Leben
Major studierte an der Universität St Andrews Theologie und Philosophie. 1493 ging er an die Sorbonne in Paris und blieb nach Beendigung seiner Studien als Philosophielehrer dort. Er kehrte 1515 nach Schottland zurück, lehrte zunächst an der Universität von Glasgow und wirkte später in St Andrews, wo er die letzten zwei Jahrzehnte seines Lebens unterrichtete. Major war ein produktiver Schriftsteller, der einige theologische Abhandlungen und auch Kommentare über Aristoteles und verschiedene mittelalterliche Philosophen schrieb. Major war für seine Unterstützung des Konziliarismus bekannt. Sein bekanntestes Werk ist die Geschichte Großbritanniens, deren erste Auflage 1521 in lateinische Sprache erschien. Major war zu Lebzeiten als Autor und Lehrer berühmt, seine Vorlesungen wurden vom jungen John Knox, Johannes Calvin und George Buchanan besucht.